# (3239) Meizhou
(3239) Meizhou (1978 UJ2) – planetoida z pasa głównego asteroid okrążająca Słońce w ciągu 3,23 lat w średniej odległości 2,18 au. Odkryta 29 października 1978 roku.